# Einangstein

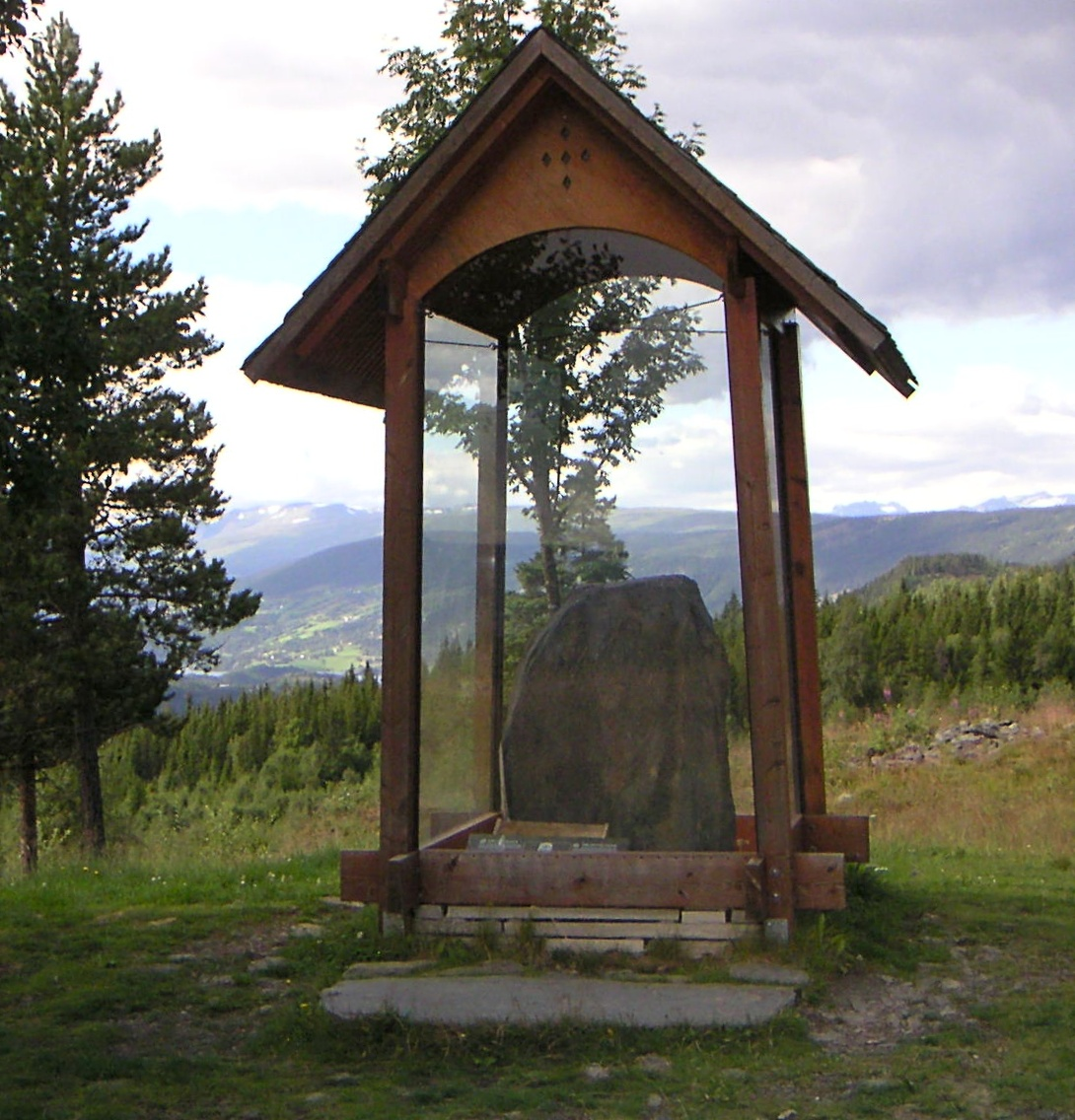
Der Einangstein am Originalfundort in einem Schutzhäuschen

Der Einangstein (norwegisch Einangsteinen) ist ein Runenstein, der an seinem ursprünglichen Platz, in der Nähe von Fagernes in der Fylke Innlandet in Norwegen steht. Seine Inschrift wurde auf das 4. Jahrhundert datiert. Der Einangstein steht auf einem Grabhügel im Gräberfeld von Gardberg. Etwa gleich alt sind der Kylverstein in Schweden, der Barmenstein und Kjölevikstein in Norwegen, die für ihre Runeninschriften im älteren Futhark bekannt sind.
Der Einangstein ist der älteste Runenstein, der in der Inschrift das Wort „runo“ Rune (im Singular) erwähnt. Des Weiteren erscheint für den Akt der Einschreibung das Verb „faihido“, was übersetzt „gemalt“ heißt. Dies kann bedeuten, dass Inschriften ursprünglich farblich hervorgehoben wurden. Die allgemein akzeptierte Lesart der Inschrift wurde von Erik Moltke (1901–1984) im Jahr 1938 erstellt. Er vermutete, dass in der ursprünglichen Inschrift vor der ersten Rune, die heute sichtbar ist, etwa vier Runen fehlen.

## Inschrift
Inschrift:
(Ek go)ðaga(s)tiR runo faihido
Übersetzung:
Ich Godegast malte eine Rune

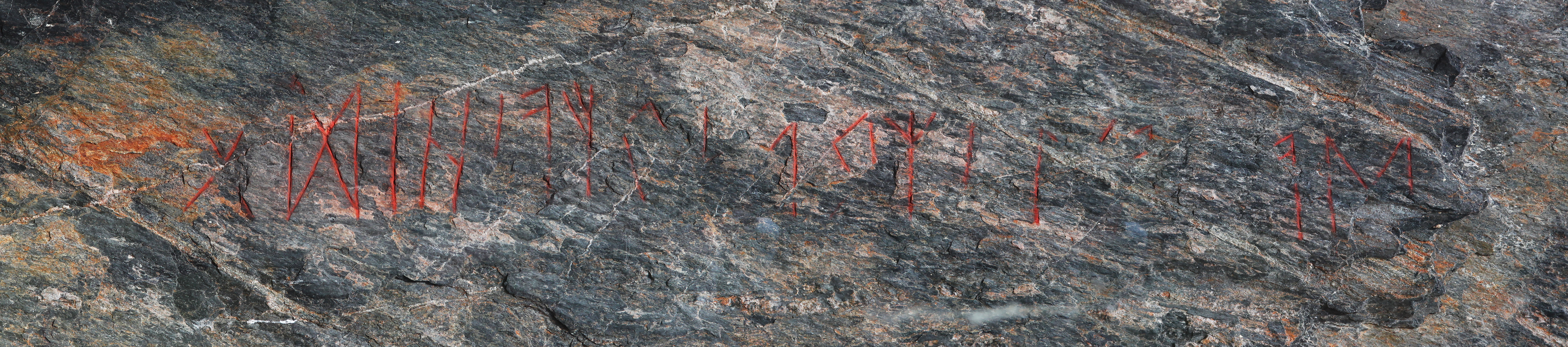
Die farblich hervorgehobene Inschrift verläuft auf dem Stein senkrecht und ist von rechts nach links zu lesen.

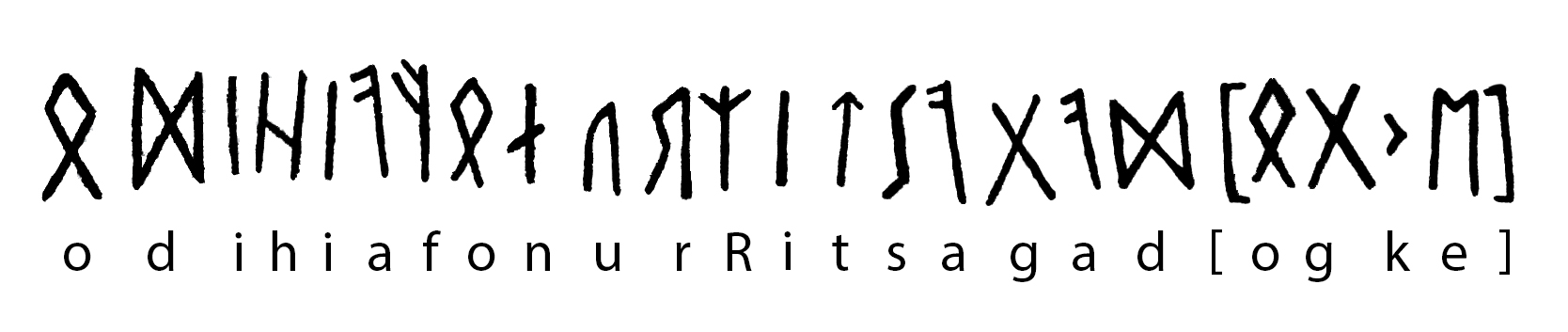
Nachzeichnung der vollständigen Inschrift. Die Buchstaben in Klammern und das s sind auf dem Stein nicht mehr zu sehen.

Da der Stein auf einem Grabhügel steht, ist er als Grabstein zu interpretieren. Warum die Inschrift jedoch nicht die bestattete Person, sondern nur den Runenschnitzer nennt, bleibt offen.